# Otto Frederick Schupphaus
Otto Frederick Schupphaus (* 20. März 1863 in Elberfeld (heute Stadtteil von Wuppertal); † 7. November 1895 in New York City, eigentlich Otto Friedrich Schüpphaus) war ein US-amerikanischer Dramatiker.

## Leben
Schupphaus emigrierte schon in frühen Jahren in die USA. Er war unverheiratet und blieb bis zu seinem Tod kinderlos. Ein Nachruf in der New York Times vom 8. November 1895 erwähnt eine Karriere als Zeitungsreporter und als „Chief Clerk in Justice Goetting's Court“ (Chef-Sekretär des Gerichts). Otto Schupphaus wurde nach diesem Bericht nur 30 Jahre alt und starb in Liberty (New York) an Auszehrung.

## Werk
In den USA verfasste er „The Plutocrat“. Das Stück in fünf Akten erschien 1892 in New York bei dem Verlag A. Lovell & Co. Es wurde häufig wiederaufgelegt (letzte Auflage 2010 als Taschenbuch bei Nabu Press). Das Buch widmete er seinem „geschätzten Freund“ William Walton, dem Präsidenten des damaligen Brooklyn Press Clubs. The Plutocrat befindet sich in der Library of Congress und wurde von dieser auch wiederaufgelegt.